# Campionato mondiale di hockey su ghiaccio Under-18 2013
Il 15º Campionato mondiale di hockey su ghiaccio U-18 è stato assegnato dall'International Ice Hockey Federation alla Russia, che lo ha ospitato a Soči nel periodo tra il 18 e il 28 aprile 2013. Questa è la seconda volta che il paese ha ospitato il Gruppo A dopo l'edizione del 2003. Le partite si sono disputate in due diversi palazzetti, sedi del torneo olimpico del 2014, lo stadio Bol'šoj da 12.000 posti a sedere, e quello Šajba, capace di ospitare 7.000 spettatori. Nella finale il Canada si è aggiudicato il terzo titolo sconfiggendo gli Stati Uniti, vincitori delle ultime quattro rassegne iridate, con il punteggio di 3-2. Al terzo posto invece è giunta la Finlandia, che ha avuto la meglio sui padroni di casa della Russia per 2-1.

## Campionato di gruppo A

### Partecipanti
Al torneo prendono parte 10 squadre:
| 8 dall'Europa     | Finlandia | Germania    |
| 8 dall'Europa     | Lettonia  | Rep. Ceca   |
| 8 dall'Europa     | Russia    | Slovacchia  |
| 8 dall'Europa     | Svezia    | Svizzera    |
| 2 dal Nordamerica | Canada    | Stati Uniti |

### Gironi preliminari
A partire dall'edizione 2013 viene introdotto un nuovo regolamento per i gironi preliminari: le miglior quattro squadre di ciascun raggruppamento avanzano ai quarti di finale, mentre le due ultime classificate si sfidano in uno spareggio al meglio delle tre gare per stabilire la squadra retrocessa in Prima Divisione.

#### Girone A
| Soči 18 aprile 2013, ore 15:30 UTC+4 | Lettonia | 0 – 7 (0-4; 0-1; 0-2) referto | Finlandia | Palazzo del ghiaccio Bol'šoj (559 spett.) |

| Soči 18 aprile 2013, ore 20:00 UTC+4 | Russia | 4 – 3 (1-2; 1-0; 2-1) referto | Stati Uniti | Palazzo del ghiaccio Bol'šoj (6.500 spett.) |

| Soči 19 aprile 2013, ore 17:00 UTC+4 | Rep. Ceca | 7 – 0 (3-0; 2-0; 2-0) referto | Lettonia | Palazzo del ghiaccio Bol'šoj (350 spett.) |

| Soči 20 aprile 2013, ore 15:30 UTC+4 | Stati Uniti | 4 – 3 (1-2; 3-1; 0-0) referto | Rep. Ceca | Palazzo del ghiaccio Bol'šoj (1.395 spett.) |

| Soči 20 aprile 2013, ore 20:00 UTC+4 | Finlandia | 1 – 3 (0-0; 0-2; 1-1) referto | Russia | Palazzo del ghiaccio Bol'šoj (6.500 spett.) |

| Soči 21 aprile 2013, ore 17:00 UTC+4 | Lettonia | 1 – 7 (0-4; 1-0; 0-3) referto | Stati Uniti | Palazzo del ghiaccio Bol'šoj (2.000 spett.) |

| Soči 22 aprile 2013, ore 15:30 UTC+4 | Finlandia | 4 – 3 (1-0; 3-0; 0-3) referto | Rep. Ceca | Palazzo del ghiaccio Bol'šoj (600 spett.) |

| Soči 22 aprile 2013, ore 20:00 UTC+4 | Russia | 10 – 2 (3-1; 3-1; 4-0) referto | Lettonia | Palazzo del ghiaccio Bol'šoj (4.500 spett.) |

| Soči 23 aprile 2013, ore 15:30 UTC+4 | Stati Uniti | 1 – 2 (1-0; 0-1; 0-1) referto | Finlandia | Palazzo del ghiaccio Bol'šoj (800 spett.) |

| Soči 23 aprile 2013, ore 20:00 UTC+4 | Rep. Ceca | 2 – 5 (0-0; 1-3; 1-2) referto | Russia | Palazzo del ghiaccio Bol'šoj (6.700 spett.) |

| Pos. |             | PG | V | VOT | POT | P | GF | GS | DR  | Pt |
| 1.   | Russia      | 4  | 4 | 0   | 0   | 0 | 22 | 8  | +14 | 12 |
| 2.   | Finlandia   | 4  | 3 | 0   | 0   | 1 | 14 | 7  | +7  | 9  |
| 3.   | Stati Uniti | 4  | 2 | 0   | 0   | 2 | 15 | 10 | +5  | 6  |
| 4.   | Rep. Ceca   | 4  | 1 | 0   | 0   | 3 | 15 | 13 | +2  | 3  |
| 5.   | Lettonia    | 4  | 0 | 0   | 0   | 4 | 3  | 31 | -28 | 0  |

#### Girone B
| Soči 18 aprile 2013, ore 15:00 UTC+4 | Germania | 1 – 9 (1-3; 0-4; 0-2) referto | Svezia | Šajba Arena (150 spett.) |

| Soči 18 aprile 2013, ore 19:00 UTC+4 | Slovacchia | 1 – 4 (1-2; 0-0; 0-2) referto | Canada | Šajba Arena (70 spett.) |

| Soči 19 aprile 2013, ore 19:00 UTC+4 | Svizzera | 4 – 1 (2-0; 1-0; 1-1) referto | Slovacchia | Šajba Arena (520 spett.) |

| Soči 20 aprile 2013, ore 15:00 UTC+4 | Canada | 3 – 1 (2-0; 1-1; 0-0) referto | Germania | Šajba Arena (620 spett.) |

| Soči 20 aprile 2013, ore 19:00 UTC+4 | Svezia | 6 – 0 (3-0; 1-0; 2-0) referto | Svizzera | Šajba Arena (480 spett.) |

| Soči 21 aprile 2013, ore 19:00 UTC+4 | Slovacchia | 2 – 5 (0-1; 1-3; 1-1) referto | Svezia | Šajba Arena (692 spett.) |

| Soči 22 aprile 2013, ore 15:00 UTC+4 | Canada | 10 – 1 (2-0; 6-1; 2-0) referto | Svizzera | Šajba Arena (225 spett.) |

| Soči 22 aprile 2013, ore 19:00 UTC+4 | Germania | 6 – 3 (2-2; 2-1; 2-0) referto | Slovacchia | Šajba Arena (184 spett.) |

| Soči 23 aprile 2013, ore 15:00 UTC+4 | Svezia | 0 – 6 (0-1; 0-3; 0-2) referto | Canada | Šajba Arena (490 spett.) |

| Soči 23 aprile 2013, ore 19:00 UTC+4 | Svizzera | 3 – 0 (1-0; 1-0; 1-0) referto | Germania | Šajba Arena (180 spett.) |

| Pos. |            | PG | V | VOT | POT | P | GF | GS | DR  | Pt |
| 1.   | Canada     | 4  | 4 | 0   | 0   | 0 | 23 | 3  | +20 | 12 |
| 2.   | Svezia     | 4  | 3 | 0   | 0   | 1 | 20 | 9  | +11 | 9  |
| 3.   | Svizzera   | 4  | 2 | 0   | 0   | 2 | 8  | 17 | -9  | 6  |
| 4.   | Germania   | 4  | 1 | 0   | 0   | 3 | 8  | 18 | -10 | 3  |
| 5.   | Slovacchia | 4  | 0 | 0   | 0   | 4 | 7  | 19 | -12 | 0  |

### Spareggio per non retrocedere
Le ultime due classificate di ogni raggruppamento si sfidano al meglio delle tre gare. La perdente dello spareggio viene retrocessa in Prima Divisione.
| Soči 25 aprile 2013, ore 12:00 UTC+4 | Slovacchia | 5 – 2 (2-0; 1-2; 2-0) referto | Lettonia | Šajba Arena (120 spett.) |

| Soči 26 aprile 2013, ore 12:00 UTC+4 | Lettonia | 2 – 3 (2-2; 0-0; 0-1) referto | Slovacchia | Šajba Arena (253 spett.) |

### Fase ad eliminazione diretta
|  | Quarti di finale | Quarti di finale | Quarti di finale |             |             | Semifinali  | Semifinali | Semifinali |        |                 | Finale          | Finale          | Finale |  |
|  |                  |                  |                  |             |             |             |            |            |        |                 |                 |                 |        |  |
|  | A1               | Russia           | 8                |             |             |             |            |            |        |                 |                 |                 |        |  |
|  | A1               | Russia           | 8                |             |             |             |            |            |        |                 |                 |                 |        |  |
|  | B4               | Germania         | 4                |             |             |             |            |            |        |                 |                 |                 |        |  |
|  | B4               | Germania         | 4                |             | Russia      | Russia      | 3          |            |        |                 |                 |                 |        |  |
|  |                  |                  |                  |             | Russia      | Russia      | 3          |            |        |                 |                 |                 |        |  |
|  |                  |                  | Stati Uniti      | Stati Uniti | 4           |             |            |            |        |                 |                 |                 |        |  |
|  | B2               | Svezia           | Stati Uniti      | Stati Uniti | 4           | 0           |            |            |        |                 |                 |                 |        |  |
|  | B2               | Svezia           |                  |             |             |             |            |            |        |                 |                 |                 |        |  |
|  | A3               | Stati Uniti      | 4                |             |             |             |            |            |        |                 |                 |                 |        |  |
|  | A3               | Stati Uniti      | 4                |             | Stati Uniti | Stati Uniti | 2          |            |        |                 |                 |                 |        |  |
|  |                  |                  |                  |             |             |             |            |            |        |                 |                 |                 |        |  |
|  |                  |                  | Canada           | Canada      | 3           |             |            |            |        |                 |                 |                 |        |  |
|  | A2               | Finlandia        | Canada           | Canada      | 3           | 7           |            |            |        |                 |                 |                 |        |  |
|  | A2               | Finlandia        |                  |             |             | 7           |            |            |        |                 |                 |                 |        |  |
|  | B3               | Svizzera         | 4                |             |             |             |            |            |        |                 |                 |                 |        |  |
|  | B3               | Svizzera         | 4                |             | Finlandia   | Finlandia   | 1          |            |        | Finale 3º posto | Finale 3º posto | Finale 3º posto |        |  |
|  |                  |                  |                  |             | Finlandia   | Finlandia   | 1          |            |        |                 |                 |                 |        |  |
|  |                  |                  | Canada           | Canada      | 3           |             |            |            |        |                 |                 |                 |        |  |
|  | A4               | Rep. Ceca        | Canada           | Canada      | 3           | 0           |            |            | Russia | Russia          | 1               |                 |        |  |
|  | A4               | Rep. Ceca        |                  |             |             |             |            |            | Russia | Russia          | 1               |                 |        |  |
|  | B1               | Canada           | 6                |             |             | Finlandia   | Finlandia  | 2          |        |                 |                 |                 |        |  |

#### Quarti di finale
| Soči 25 aprile 2013, ore 16:00 UTC+4 | Finlandia | 7 – 4 (1-0; 2-3; 4-1) referto | Svizzera | Palazzo del ghiaccio Bol'šoj (1.014 spett.) |

| Soči 25 aprile 2013, ore 16:00 UTC+4 | Svezia | 0 – 4 (0-2; 0-0; 0-2) referto | Stati Uniti | Šajba Arena (615 spett.) |

| Soči 25 aprile 2013, ore 20:00 UTC+4 | Russia | 8 – 4 (2-1; 4-0; 2-3) referto | Germania | Palazzo del ghiaccio Bol'šoj (6.864 spett.) |

| Soči 25 aprile 2013, ore 20:00 UTC+4 | Canada | 6 – 0 (1-0; 2-0; 3-0) referto | Rep. Ceca | Šajba Arena (898 spett.) |

#### Semifinali
| Soči 26 aprile 2013, ore 16:00 UTC+4 | Canada | 3 – 1 (0-0; 2-0; 1-1) referto | Finlandia | Palazzo del ghiaccio Bol'šoj (2.956 spett.) |

| Soči 26 aprile 2013, ore 20:00 UTC+4 | Russia | 3 – 4 (d.t.s.) (0-1; 2-0; 1-2; 0-0) referto | Stati Uniti | Palazzo del ghiaccio Bol'šoj (6.779 spett.) |

#### Finale per il 3º posto
| Soči 28 aprile 2013, ore 16:00 UTC+4 | Russia | 1 – 2 (0-2; 1-0; 0-0) referto | Finlandia | Palazzo del ghiaccio Bol'šoj (5.925 spett.) |

#### Finale
| Soči 28 aprile 2013, ore 20:00 UTC+4 | Canada | 3 – 2 (1-0; 2-2; 0-0) referto | Stati Uniti | Palazzo del ghiaccio Bol'šoj (6.127 spett.) |

### Classifica marcatori
| Giocatore        | PG | G | A | Pt | +/- | MP |
| ---------------- | -- | - | - | -- | --- | -- |
| Connor McDavid   | 7  | 8 | 6 | 14 | +8  | 2  |
| Pavel Bučnevič   | 7  | 5 | 6 | 11 | +4  | 2  |
| Vladimir Tkačëv  | 7  | 5 | 6 | 11 | +5  | 2  |
| Ivan Barbašev    | 7  | 3 | 6 | 9  | +7  | 4  |
| Artturi Lehkonen | 7  | 3 | 6 | 9  | +2  | 12 |
| Kasperi Kapanen  | 7  | 5 | 3 | 8  | +4  | 4  |
| Nick Baptiste    | 7  | 3 | 5 | 8  | +6  | 4  |
| Morgan Klimchuk  | 7  | 3 | 5 | 8  | +4  | 6  |
| Tyler Motte      | 7  | 5 | 2 | 7  | +5  | 4  |
| Robert Lantosi   | 6  | 4 | 3 | 7  | -2  | 2  |

### Classifica portieri
| Giocatore           | Min    | TC  | GS | SO | MGS  | Sv%   |
| ------------------- | ------ | --- | -- | -- | ---- | ----- |
| Philippe Desrosiers | 300:00 | 134 | 4  | 2  | 0.80 | 97.01 |
| Juuse Saros         | 419:15 | 239 | 13 | 1  | 1.86 | 94.56 |
| Igor' Šestërkin     | 344:31 | 205 | 13 | 0  | 2.26 | 93.66 |
| Jonas Johansson     | 215:42 | 116 | 8  | 1  | 2.23 | 93.10 |
| Dávid Okoličány     | 196:54 | 113 | 10 | 0  | 3.05 | 91.15 |

### Classifica finale
| Pos | Squadra     |
| --- | ----------- |
| 1   | Canada      |
| 2   | Stati Uniti |
| 3   | Finlandia   |
| 4   | Russia      |
| 5   | Svezia      |
| 6   | Svizzera    |
| 7   | Rep. Ceca   |
| 8   | Germania    |
| 9   | Slovacchia  |
| 10  | Lettonia    |

| Promossa nel Gruppo A:                    | Danimarca |
| Retrocessa in Prima Divisione - Gruppo A: | Lettonia  |

#### Riconoscimenti
Riconoscimenti individuali
| Premio             | Giocatore      |
| ------------------ | -------------- |
| Miglior portiere   | Juuse Saros    |
| Miglior difensore  | Steven Santini |
| Miglior attaccante | Connor McDavid |

## Prima Divisione
Il Campionato di Prima Divisione si è svolto in due gironi all'italiana. Il Gruppo A ha giocato ad Asiago, in Italia, fra il 7 e il 13 aprile 2013. Il Gruppo B ha giocato a Tychy, in Polonia, fra il 14 e il 20 aprile 2013:

### Girone A
| Pos. |             | PG | V | VOT | POT | P | GF | GS | DR  | Pt |
| 1.   | Danimarca   | 5  | 4 | 1   | 0   | 0 | 22 | 6  | +16 | 14 |
| 2.   | Norvegia    | 5  | 4 | 0   | 0   | 1 | 31 | 15 | +16 | 12 |
| 3.   | Italia      | 5  | 2 | 0   | 1   | 2 | 11 | 24 | -13 | 7  |
| 4.   | Bielorussia | 5  | 2 | 0   | 1   | 2 | 17 | 15 | +2  | 7  |
| 5.   | Francia     | 5  | 1 | 1   | 0   | 3 | 14 | 19 | -5  | 5  |
| 6.   | Slovenia    | 5  | 0 | 0   | 0   | 5 | 8  | 24 | -16 | 0  |

| Promossa in Gruppo A: Danimarca | Retrocessa in Prima Divisione B: Slovenia |

### Girone B
| Pos. |               | PG | V | VOT | POT | P | GF | GS | DR  | Pt |
| 1.   | Kazakistan    | 5  | 5 | 0   | 0   | 0 | 34 | 11 | +23 | 15 |
| 2.   | Austria       | 5  | 3 | 0   | 0   | 2 | 21 | 18 | +3  | 9  |
| 3.   | Giappone      | 5  | 3 | 0   | 0   | 2 | 23 | 18 | +5  | 9  |
| 4.   | Polonia       | 5  | 3 | 0   | 0   | 2 | 18 | 21 | -3  | 9  |
| 5.   | Ucraina       | 5  | 1 | 0   | 0   | 4 | 17 | 24 | -7  | 3  |
| 6.   | Corea del Sud | 5  | 0 | 0   | 0   | 5 | 8  | 29 | -21 | 0  |

| Promossa in Prima Divisione A: Kazakistan | Retrocessa in Seconda Divisione A: Corea del Sud |

## Seconda Divisione
Il Campionato di Seconda Divisione si è svolto in due gironi all'italiana. Il Gruppo A ha giocato a Tallinn, in Estonia, fra il 31 marzo e il 6 aprile 2013. Il Gruppo B ha giocato a Belgrado, in Serbia, fra il 9 e il 15 marzo 2013:

### Girone A
| Pos. |             | PG | V | VOT | POT | P | GF | GS | DR  | Pt |
| 1.   | Ungheria    | 5  | 4 | 1   | 0   | 0 | 23 | 9  | +14 | 14 |
| 2.   | Croazia     | 5  | 2 | 1   | 1   | 1 | 18 | 12 | +6  | 9  |
| 3.   | Romania     | 5  | 2 | 0   | 3   | 0 | 13 | 13 | 0   | 9  |
| 4.   | Regno Unito | 5  | 2 | 1   | 0   | 2 | 17 | 17 | 0   | 4  |
| 5.   | Lituania    | 5  | 0 | 2   | 0   | 3 | 17 | 19 | -2  | 4  |
| 6.   | Estonia     | 5  | 0 | 0   | 1   | 4 | 13 | 31 | -18 | 1  |

| Promossa in Prima Divisione B: Ungheria | Retrocessa in Seconda Divisione B: Estonia |

### Girone B
| Pos. |             | PG | V | VOT | POT | P | GF | GS | DR  | Pt |
| 1.   | Paesi Bassi | 5  | 5 | 0   | 0   | 0 | 26 | 9  | +17 | 15 |
| 2.   | Spagna      | 5  | 4 | 0   | 0   | 1 | 22 | 10 | +12 | 12 |
| 3.   | Serbia      | 5  | 3 | 0   | 0   | 2 | 18 | 8  | +10 | 9  |
| 4.   | Belgio      | 5  | 2 | 0   | 0   | 3 | 15 | 14 | +1  | 6  |
| 5.   | Islanda     | 5  | 1 | 0   | 0   | 4 | 8  | 20 | -12 | 3  |
| 6.   | Australia   | 5  | 0 | 0   | 0   | 5 | 3  | 31 | -28 | 0  |

| Promossa in Seconda Divisione A: Paesi Bassi | Retrocessa in Terza Divisione: Australia |

## Terza Divisione
Il Campionato di Terza Divisione si è svolto in due gironi all'italiana. Il Gruppo A ha giocato a Taipei, in Taiwan, fra l'11 e il 17 marzo 2013. Il Gruppo B ha giocato a İzmit, in Turchia, fra il 7 e il 10 febbraio 2013:

### Girone A
| Pos. |               | PG | V | VOT | POT | P | GF | GS | DR  | Pt |
| 1.   | Cina          | 4  | 4 | 0   | 0   | 0 | 34 | 3  | +31 | 12 |
| 2.   | Nuova Zelanda | 4  | 3 | 0   | 0   | 1 | 20 | 12 | +8  | 9  |
| 3.   | Taipei cinese | 4  | 2 | 0   | 0   | 2 | 16 | 19 | -3  | 6  |
| 4.   | Bulgaria      | 4  | 1 | 0   | 0   | 3 | 8  | 32 | -24 | 3  |
| 5.   | Messico       | 4  | 0 | 0   | 0   | 4 | 3  | 15 | -12 | 0  |

| Promossa in Seconda Divisione B: Cina |

### Girone B
| Pos. |           | PG | V | VOT | POT | P | GF | GS | DR  | Pt |
| 1.   | Israele   | 3  | 3 | 0   | 0   | 0 | 25 | 4  | +21 | 9  |
| 2.   | Sudafrica | 3  | 2 | 0   | 0   | 1 | 14 | 7  | +7  | 6  |
| 3.   | Turchia   | 3  | 1 | 0   | 0   | 2 | 13 | 13 | 0   | 3  |
| 4.   | Irlanda   | 3  | 0 | 0   | 0   | 3 | 6  | 34 | -28 | 0  |

| Promossa in Terza Divisione A: Israele |